# Scopula fragilis
Scopula fragilis là một loài bướm đêm trong họ Geometridae.